# Лузско-летский диалект коми языка
Лузско-летский диалект — одно из наречий коми-зырянского языка. Распространён среди прилузцев, субэтноса коми. Распространён в бассейне реки Лузы, которая является притоком реки Юг, и в верховьях реки Летки. Относится к группе эловых диалектов. Совместно со среднесысольским и верхнесысольским наречиями образует южную группу коми-зырянских диалектов. 

## Лингвогеография
Носители наречия проживают на территории Прилузского района Республики Коми, а именно на территории Верхолузского, Гурьевского, Занульского, Летского, Мутницкого, Ношульского, Объячевского, Прокопьевского, Слудского, Чёрнышского, Читаевского и частично Ваймосского, Вухтымского, Лоемского и Спаспорубского сельских советов. По данным Всесоюзной переписи населения 1970 года, на этой территории проживало около 27 тысяч коми-зырян, что составляет примерно 10% от их общего числа. 

## История
Диалект начал формироваться ещё в давние времена. Возможно, на него повлияли прибалтийские и волжские финны. Так, в наречии присутствуют слова, которые соответствуют словам марийского языка, но отсутствуют в других коми-зырянских идиомах. Окончательно диалект сформировался в XVII-XVIII веках. 
Изучения наречия началось в XIX веке. Сведения о лексике присутствуют в работах П. И. Савваитова, Г. С. Лыткина, Ф. Видемана, Ю. Вихманна и Д. Фокуша-Фукса.
Целенаправленное изучение диалекта началось в 50-х годах XX века Коми филиалом АН СССР. Одним из исследователей являлась Т. И. Жилина.

## Лингвистическая характеристика

### Фонетика
В диалекты употребляются фонемы ф и рь, они встречаются в русизмах (фельшӧр — «фельдшер», пӧварь — «повар»). вместo зь, которое встречается в литературном коми-зырянском языке, употребляется дз (луз.-лет. курдзыны, лит. коми курзьыны — «прогоркнуть»). В суффиксе множественного числа -яс звук й ассимилируется с конечными мягкими согласными основы (юсьсяс — «лебеди»). Звук т в конце слога выпадает в сочетаниях -ст, -сьт, -шт (кус — «куст», босьны — «взять»). Перед начинающимися с гласных звуков суффиксами наблюдается выпадение гласных и, у, ы, ӧ из последнего слога основы (пельӧс — «угол», пельсын — «в углу», лабич — «лавка», лабчӧ — «на лавку»). 

### Морфология
Дательный падеж в наречии передаётся суффиксом -лӧ, а не -лы (йӧзлӧ — «людям»). Соединительный падеж имеет суффикс -мыд, а не -кӧд (гӧтырмыд — «с женой»). Неполнота качества выражается с помощью суффикса -гӧм (шомагӧм — «кисловатый»). В 3-м лице глагола множественного числа настоящего времени употребляется суффикс -ӧнӧ, а не -ӧны (мунӧнӧ — «идут»). Предельный падеж выражается суффиксом -эдз (Лэтъедз — «до Летки»). В диалекте существует целый ряд специфичных суффиксов, в том числе уменьшительно-ласкательные -ка, -ӧчка (-ечка), -ушка, -анӧй (сьӧлӧмка — «сердечко», тӧланӧй — «ветерок»), пренебрежительный -шӧн (мӧшшӧн — «коровешка») и -ӧпт со значением мгновенности или недостаточности действия (лымйӧптіс — «выпал снежок»).

### Лексика
В лексике лузско-летского диалекта содержатся слова, встречающиеся во всех диалектах коми-зырянского, общепермские лексемы, а также заимствования из русского языка (н'экӧрыснӧй — «некорыстный»). Также в наречии присутствуют слова, которые не встречаются в других разновидностях коми-зырянской речи (васьтыны — «замолчать», позтыр — «яйцо», уркнитны — «сглазить»), причём некоторые из них имеют соответствия с лексикой коми-пермяцкого, удмуртского и марийского языков.